# Pointe des Cerces
La Pointe des Cerces (3.097 m s.l.m. - in italiano Punta dei Cerces) è una montagna delle Alpi del Moncenisio (nelle Alpi Cozie). 

## Geografia
La montagna si trova nel dipartimento francese della Savoia.
Il massiccio alpino che si trova attorno alla montagna viene talvolta chiamato Massiccio dei Cerces. La prominenza topografica della Pointe des Cerces è di 485 m.

## Geologia
La montagna è costituita da rocce risalenti al cretaceo superiore. La zona sommitale della Pointe des Cerces prevalgono marmi ed occupa la parte centrale di una piega sinclinale nota come synclinal des Cerces, orientata in senso nord-sud.

## Accesso alla vetta

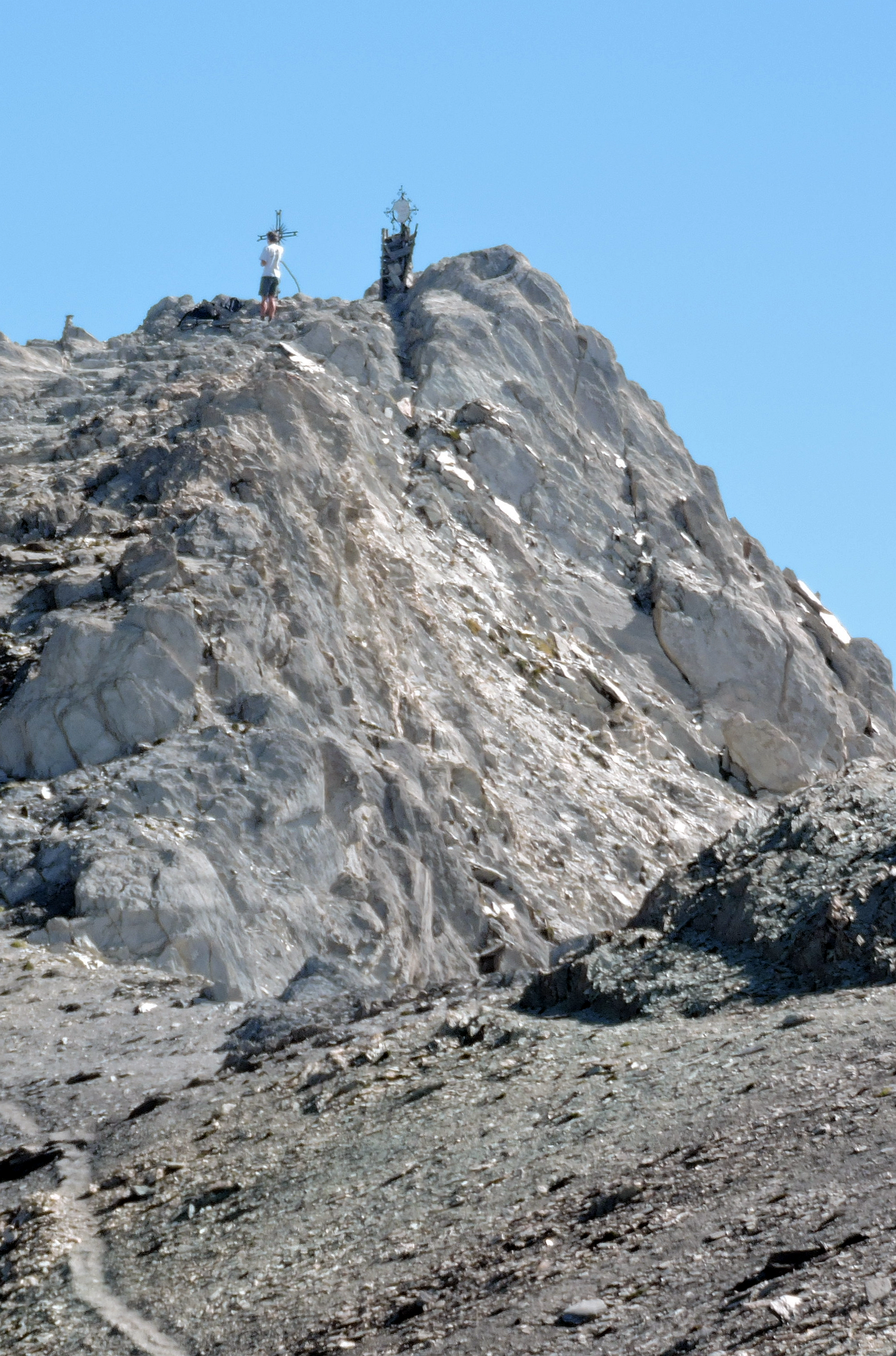
La zona sommitale

### Estivo
Si può salire sulla vetta partendo da Les Mottets (frazione di Valloire) e passando per il colle des Cerces. Si può anche salire da Chalets de Laval, in comune di Névache.

### Invernale
La traversata invernale in senso nord-sud della Pointe des Cerces è considerata una escursione scialpinistica bellissima ma piuttosto difficile.

### Cartografia
- Cartografia ufficiale francese dell'Institut géographique national (IGN),  consultabile online, su geoportail.gouv.fr.